# Erik Spiekermann

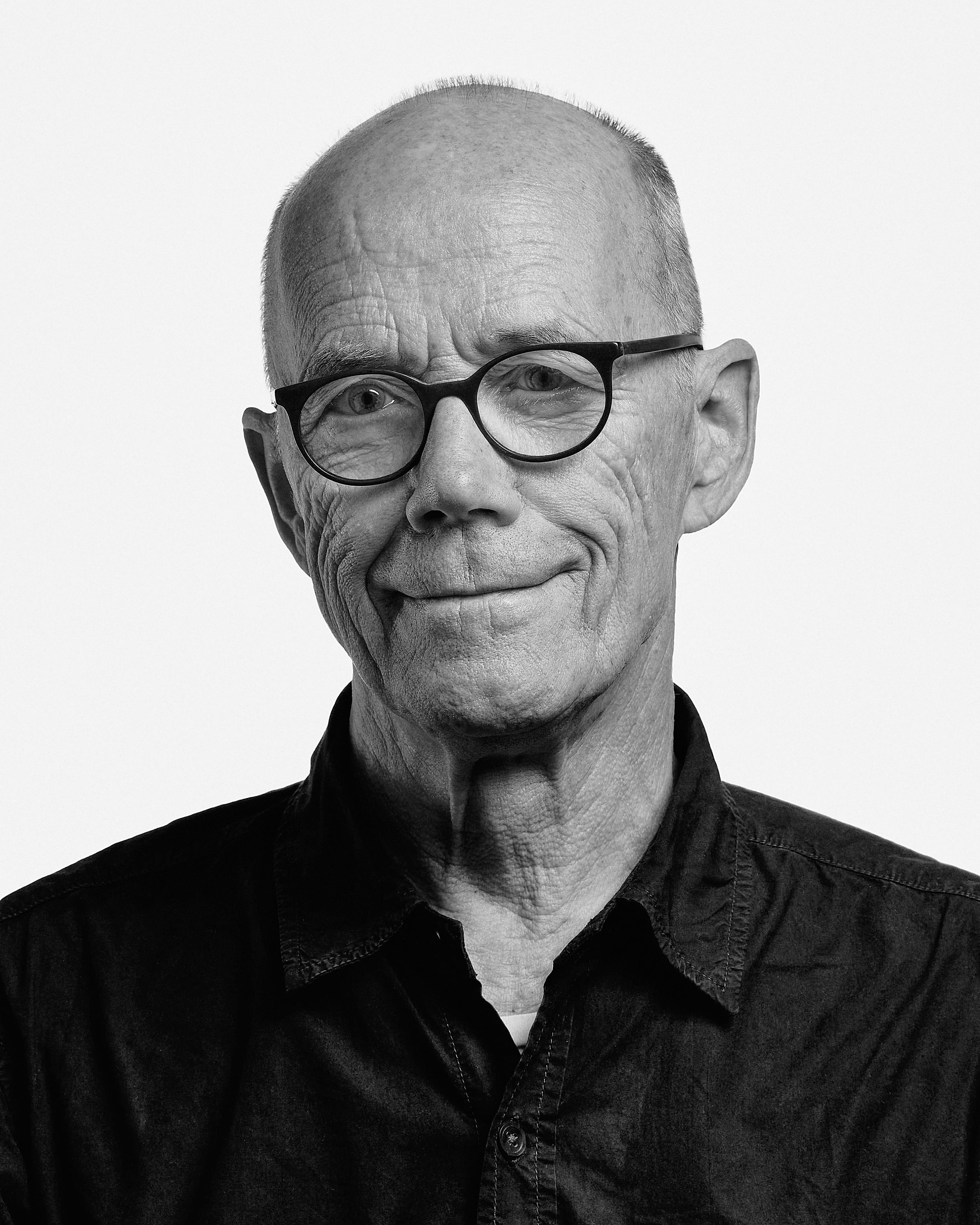
Erik Spiekermann, 2020

Erik Spiekermann (Stadthagen, 30 mei 1947) is een Duitse typograaf en grafisch ontwerper en is professor op de Hogeschool voor Kunsten in Bremen. Spiekermann studeerde kunstgeschiedenis op de Vrije Universiteit van Berlijn en begon zelf een lettersnijderij en drukpers in de kelder van zijn huis.

## Loopbaan
Spiekermann werkte tussen 1972 en 1979 freelance als grafisch ontwerper in Londen, waarna hij naar Berlijn terugkeerde en daar met twee partners het ontwerpbureau MetaDesign oprichtte.
Het in 1979 door hem opgerichte MetaDesign met kantoren in Berlijn, Londen en San Francisco maakte ontwerpen voor onder andere BVG (Berlin Transit), Düsseldorf Airport, Audi, Volkswagen, Lexus en Heidelberg Printing.
Samen met zijn vrouw Joan Spiekermann (thans president-directeur van het bedrijf) richtte hij in 1989 FontShop op, de eerste postorder-distributeur van digitale lettertypes. Met de Britse ontwerper Neville Brody startte bij in 1990 de FontFont-letterbibliotheek, die dankzij Spiekermanns internationale contacten snel uitgeroeide tot een van de invloedrijkste letteruitgeverijen ter wereld. Veel van de lettertypen die onder het label FontFont werden uitgebracht, kwamen in de eerste jaren van Nederlandse ontwerpers, zoals LettError (Erik van Blokland en Just van Rossum), Martin Majoor, Fred Smeijers, Evert Bloemsma, Max Kisman en Peter Verheul. De FontFont-collectie werd ondergebracht in een apart bedrijf, FSI FontShop International, dat op 14 juli 2014 voor 13 miljoen USD door Monotype werd overgenomen.
In 2001 verliet Spiekermann het bedrijf MetaDesign vanwege onenigheden over beleidsvoering en startte UDN (United Designers Networks) met kantoren in Berlijn, Londen en San Francisco.
In april 2006 werd Spiekermann onderscheiden met de Honorary Doctorship door de Art Center College of Design in Pasadena, voor zijn bijdrage aan vormgeving.
Zijn lettertypefamilie voor Deutsche Bahn (Duitse spoorwegen) die hij ontwierp met Christian Schwartz ontving een Gouden Medaille bij de Deutsche Designpreis 2006.
In januari 2007 werd UDN hernoemd tot SpiekermannPartners. SpiekermannPartners en Eden Design & Communication uit Amsterdam fuseerden op 1 januari 2009 tot Edenspiekermann, een internationaal ontwerpbureau met 9 partners en ruim 100 medewerkers.

## Belangrijke werken

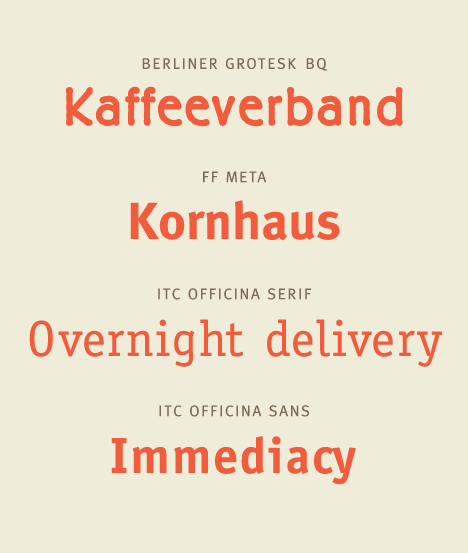
Voorbeelden van lettertypes ontworpen door Erik Spiekermann.

Spiekermann heeft ontwerpen gemaakt voor de lettertypen
- FF Meta, FF Meta Boiled, FF Meta Condensed, FF Meta Correspondence, FF Meta Subnormal
- Berliner Grotesk BQ
- FF Info Office, FF Info Text, FF Info Display
- ITC Officina Sans, ITC Officina Serif, ITC Officina Display
- FF Unit

en enkele andere lettertypes.
Spiekermann was medeauteur van Stop Stealing Sheep & Find Out How Type Works.
Hij nam deel aan creatie van talrijke bedrijfsstijlen (corporate id's) en het ontwerp van publicaties van The Economist en Reason magazine.

## Onderscheidingen
- 2003 - Gerrit Noordzijprijs
- 2007 - European Designers Hall of Fame
- 2007 - Honorary Royal Designer for Industry, Royal Society for the encouragement of Arts, Manufactures & Commerce, London
- 2011 - Lifetime Achievement Award door German Design Prize[5]